# Zhuang Yong
Zhuang Yong (庄泳S, Zhuāng YǒngP; Shanghai, 10 agosto 1972) è un'ex nuotatrice cinese.

## Carriera
Ha vinto quattro medaglie olimpiche nel nuoto. In particolare ha conquistato la medaglia d'oro alle Olimpiadi di Barcellona 1992 nella gara di 100 metri stile libero femminile, una medaglia d'argento nella stessa edizione dei giochi nei 50 metri stile libero, un argento sempre a Barcellona 1992 nella staffetta 4×100 metri stile libero. In precedenza aveva ottenuto una medaglia di bronzo alle Olimpiadi di Seul 1988 nei 100 metri stile libero.
Ai campionati mondiali di nuoto 1991 ha conquistato una medaglia d'oro nei 50 metri stile libero e una medaglia di bronzo nei 100 metri stile libero.
Nel 1989 ha vinto una medaglia d'oro (100 metri stile libero) e una medaglia di bronzo (200 metri stile libero) ai giochi PanPacifici.
Inoltre nel 1991, alle Universiadi, ha ottenuto un oro nei 100 metri stile libero e un argento nei 50 metri stile libero.